# Johannisberg (Hohe Tauern)
Der Johannisberg, früher auch Keeserkopf und Herzoghut genannt, ist ein 3.453 Meter hoher Berg in der Glocknergruppe im Mittleren Tauernhauptkamm, einem Gebirge der österreichischen Zentralalpen. Der Berg liegt genau auf der Grenze zwischen den österreichischen Bundesländern Salzburg und Kärnten. Seinen heutigen Namen erhielt er zu Ehren des Erzherzogs Johann von Österreich durch den Regensburger Botaniker David Heinrich Hoppe 1832, anlässlich des gescheiterten Versuchs, weiter als zum Riffltor (3094 m) in das Gebiet vorzudringen. Der Johannisberg hat, von Osten aus gesehen, eine firnbedeckte Domform, seine Westseite besteht aus einer mächtigen, 450 Meter hohen und 50° geneigten Westwand. Nach Nordwesten und Südwesten sendet er lange ausgeprägte Grate. Durch seine leichte Zugänglichkeit ist der Berg ein beliebtes Ziel für Wanderer und Kletterer.

## Besteigungsgeschichte
Der erste Versuch, den Johannesberg zu besteigen, fiel in das Jahr 1832, als sich Erzherzog Johann in Heiligenblut aufhielt und erfolglos versuchte über die Pasterze, den größten Gletscher Österreichs, das Riffltor (3094 m), nordöstlich kurz unterhalb des Johannisberges, zu überschreiten. Ein erster vielleicht erfolgreicher Versuch, den Berg zu bezwingen, fand am 11. September 1844 statt. Anton von Ruthner berichtete, ein Förster, ein Curat, ein Steuereinnehmer und ein Herr unbekannten Standes hätten sich von der Johannishütte (bei der heutigen Hofmannshütte) um 5 U.45 aufgemacht, und die Gesellschaft hatte auf ihrer Reise den schönstem heiteren Himmel, richtete dieselbe links des Unteren Burgstalles vorüber und am Fusse des Johannisberges angelangt zur rechten Seite desselben hin, wo sie ihn an er östlichen, scharf ansteigenden Kante um 10 u. bestieg. Ruthner zitierte aus dem bei einem Brand zerstörten Glocknerbuch. Die Namen der Teilnehmer sind nicht überliefert, die Gruppe soll aber von Georg Bäuerle aus Heiligenblut geführt worden sein. Jedoch wurden damals auch Besteigungen als erfolgreich gewertet, wenn sie nicht ganz zum Gipfel führten. Bereits 1864 wurde diese Besteigung angezweifelt, weil in jenem Jahr der Gipfel wegen breiter Schneeklüfte nicht zu erreichen war. Die erste verbürgte Besteigung mit Gipfelberührung fand am 28. August 1859 statt. Anton von Ruthner stieg mit P. Kronegger (genannt Plattl) aus Heiligenblut und Josef Schweighofer (genannt Röderer) aus Fusch über den Südostgrat zum Gipfel hinauf.

## Lage und Umgebung

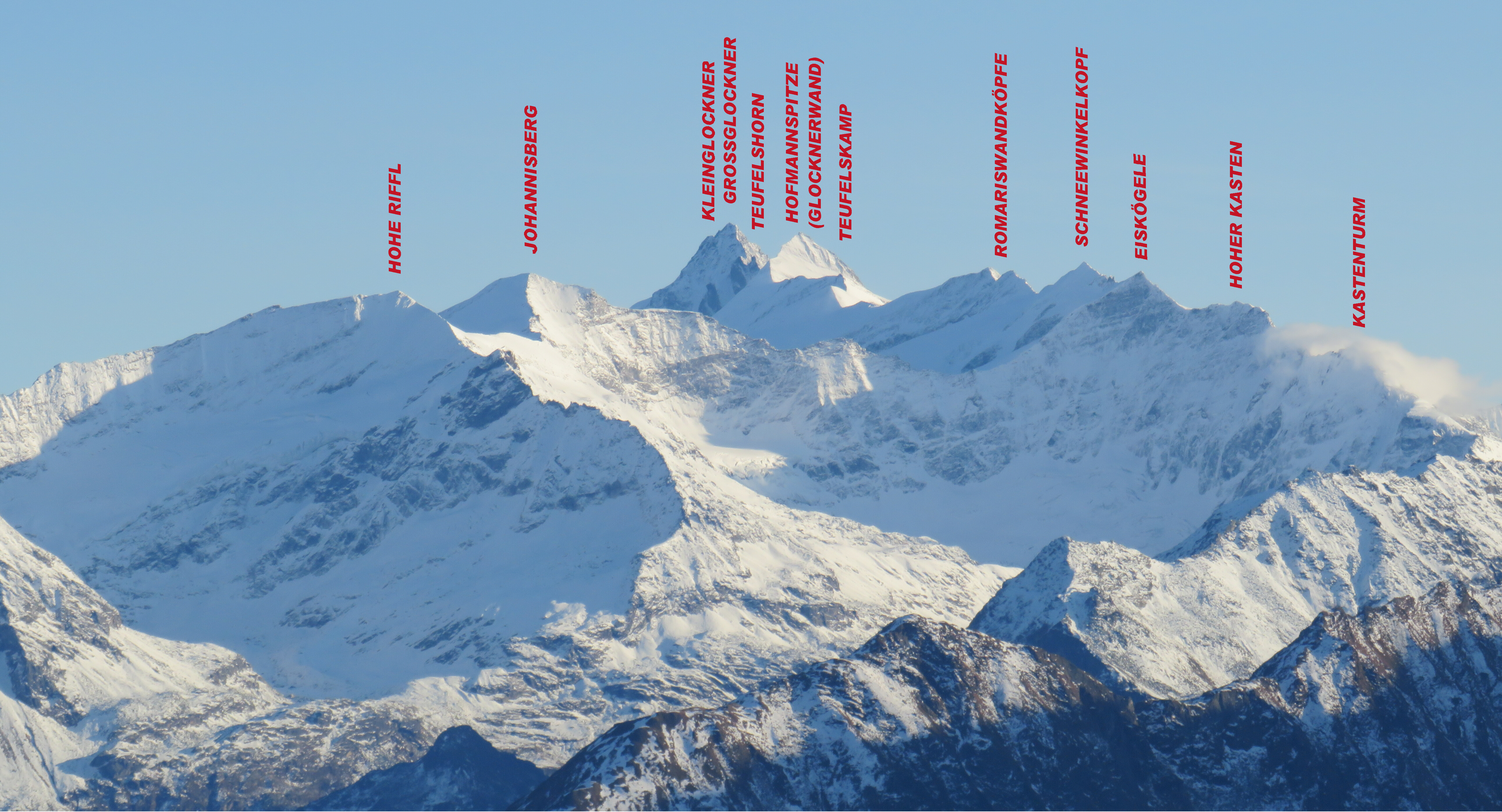
Lage des Johannisbergs im Tauernhauptkamm gesehen von Nordwesten, mittig vorne das Ödenwinkelkees, links Oberes Rifflkees, Unteres Rifflkees und Rifflkarkees

Der Johannisberg liegt nordwestlich oberhalb des sogenannten Pasterzenbodens, einer Art Gletscher-Hochfläche, die das Nährgebiet der Pasterze bildet und sich bis zu einer Höhe von 3450 Metern erstreckt. Westlich des Berges liegt der obere Bereich des Ödenwinklkees. Benachbarte Berge sind im Verlauf des Südwestgrates der 3261 Meter hohe Ödenwinkelschartenkopf und, getrennt durch die Untere Ödenwinkelscharte (3160 m), das Eiskögele mit 3426 Metern Höhe. Im Gratverlauf nach Nordwesten liegt, getrennt durch die Obere Ödenwinkelscharte, auf 3228 Metern Höhe gelegen, die 3338 Meter Hohe Riffl. In etwa 19 Kilometern Luftlinie nördlich liegt das salzburgische Kaprun im Pinzgau, und knapp 13 km südlich im Osttiroler Kalser Tal, Kals am Großglockner.

## Stützpunkte und Routen
Der Weg der Gruppe um Anton von Ruthner im Jahr 1859 führte von Winkl bei Heiligenblut aus über die Pasterze hinauf zur Unteren Ödenwinkelscharte und dann über den Südostgrat zum Gipfel. Aus Ruthners Bericht: In furchtbaren Wänden stürzt hier der Rand der Pasterze gegen das Oedenwinkelkees [...] ab. Auch hatte man mit Neuschnee und Gletscherspalten zu kämpfen, sodass erst nach sieben Stunden der Gipfel erreicht wurde. Der Rückweg führte sie dann nach gut zwei Stunden zur damals noch bestehenden Johannishütte, einem steinernen Unterstand, heute würde man Biwakschachtel sagen, dessen Bau 1835 von Erzherzog Johann nach seinem Scheitern auf der Pasterze in Auftrag gegeben wurde. Der heutige Normalweg führt von der 1910 erbauten Oberwalderhütte auf 2973 Metern Höhe über den Oberen Pasterzenboden und den Südostgrat an einer Firnkante entlang zum Gipfel. Der Weg kann nur als Hochtour mit entsprechender Ausrüstung und Erfahrung gegangen werden. Die Gehzeit beträgt, laut Literatur, etwa  3 Stunden. Auch über die anderen Grate und Flanken führen kombinierte Eis-Fels-Routen, in teilweise schwieriger Kletterei in den UIAA-Graden I bis III und einer Eisneigung bis 50°.